# Liste der Stolpersteine im Stuttgarter Stadtbezirk Feuerbach
In der Liste der Stolpersteine im Stuttgarter Stadtbezirk Feuerbach sind alle
56
Stolpersteine aufgeführt, die im Stuttgarter Stadtbezirk Feuerbach im Rahmen des Projekts des Künstlers Gunter Demnig an mehreren Terminen verlegt wurden. Auf Betreiben der Stuttgarter Stolperstein-Initiative Feuerbach/Weilimdorf wurden die ersten Stolpersteine in Feuerbach am 10. November 2006 gesetzt, der bislang letzte im November 2024.

## Stolpersteine in Feuerbach
Die Tabelle ist teilweise sortierbar; die Grundsortierung erfolgt alphabetisch nach dem Verlegeort. Die Spalte Person, Inschrift wird nach dem Namen der Person alphabetisch sortiert.
| Bild | Person, Inschrift | Verlegeort                      | Verlege- datum               | Information |
| --- | --- | ------------------------------- | ---------------------------- | --- |
| Bild gesucht Die Wikipedia wünscht sich an dieser Stelle ein Bild vom Ort mit diesen Koordinaten 48.804817 9.160169 . Motiv: Alte Steige 5: der Stolperstein für Hartmut Kömpf, die Lage und das Haus Falls du dabei helfen möchtest, erklärt die Anleitung , wie das geht. BW   | HIER WOHNTE HARTMUT KÖMPF JG. 1944 EINGEWIESEN 6.5.1944 STÄDT. KINDERKRANKENHAUS STUTTGART ´KINDERFACHABTEILUNG´ ERMORDET 24.5.1944                                       | Alte Steige 5 (Lage)            | 4. Nov. 2019                 | |
| | HIER WOHNTE ALOYSIA FUTTERER JG. 1885 EINGEWIESEN 1907 HEILANSTALT ROTTENMÜNSTER ´VERLEGT´ 5.12.1940 GRAFENECK ERMORDET 5.12.1940 ´AKTION T4´                             | Baldernstraße 4 (Lage)          | 27. Okt. 2016                | |
| | HIER WOHNTE SOFIE BUCHERT GEB. HERTFELDER JG. 1892 EINGEWIESEN 1931 HEILANSTALT WINNENTAL ´VERLEGT´ 30.5.1940 GRAFENECK ERMORDET 30.5.1940 AKTION T4                      | Bludenzer Straße 16 (Lage)      | 16. Apr. 2012                | |
| | HIER WOHNTE HANS GEIGER JG. 1913 ... | Bludenzer Straße 34             | 1. Dez. 2021                 | Zu Hans Geiger existiert eine Opferbiografie. |
| | HIER WOHNTE ERNST BRENNER JG. 1911 EINGEWIESEN 1938 ´HEILANSTALT´ STETTEN ERMORDET 10.9.1940 GRAFENECK AKTION T4                                                          | Bludenzer Straße 39 (Lage)      | 11. Apr. 2011                | |
| | HIER WOHNTE EMMA SCHERRIEBLE JG. 1899 EINGEWIESEN 1923 'HEILANSTALT' WINNENTAL ERMORDET 24.6.1940 GRAFENECK AKTION T4                                                     | Bludenzer Straße 41 (Lage)      | 30. Apr. 2010                | Zu Emma Scherrieble existiert eine Opferbiografie. |
| | HIER WOHNTE HERMANN WEISSHAUPT JG. 1908 ERSTOCHEN 9.11.1930 VON SA-MANN TOT 23.11.1930                                                                                    | Dieselstraße 5 (Lage)           | 8. Mai 2007                  | |
| | HIER WOHNTE 23B SOPHIE WEISCHEDEL GEB. HINTENACH JG. 1875 EINGEWIESEN 13.11.1911 ´HEILANSTALT´ WINNENTAL ERMORDET 24.6.1940 ´HEILANSTALT´ GRAFENECK                       | Dieterlestraße 30 (Lage)        | 4. Nov. 2019                 | Seit 15. März 2008 lag der Stolperstein für Sophie Weischedel irrtümlicherweise in der Hohewartstraße. Er wurde am 4. November 2019 neben den Stein ihrer Tochter Emma in die Dieterlestraße 30 versetzt. |
| | HIER WOHNTE EMMA WEISCHEDEL JG. 1907 EINGEWIESEN 4.2.1932 HEILANSTALT WINNENTAL ERMORDET 22.10.1939                                                                       | Dieterlestraße 30 (Lage)        | 15. Nov. 2018                | |
| | HIER WOHNTE ARTHUR WERNER JG. 1922 EINGEWIESEN 1929 ´HEILANSTALT´ STETTEN ERMORDET 18.9.1940 GRAFENECK AKTION T4                                                          | Elsenhansstraße 1 (Lage)        | 11. Apr. 2011                | |
| | HIER WOHNTE KARL NOTHDURFT JG. 1902 VERHAFTET 11.12.1941 ´WEHRKRAFTZERSETZUNG´ BEWÄHRUNGSEINHEIT ORSCHA/SOWJETUNION TOT 25.8.1943                                         | Fahrionstraße 21                | 6. Nov. 2023                 | Zu Karl Nothdurft existiert eine Opferbiografie. |
| | HIER WOHNTE THERESIA ESSLINGER GEB. WENGER JG. 1883 EINGEWIESEN 1935 HEILANSTALT GÖPPINGEN ´VERLEGT´ 11.12.1940 GRAFENECK ERMORDET 11.12.1940 AKTION T4                   | Fahrionstraße 37 (Lage)         | 18. Sep. 2012                | |
| | HIER WOHNTE FRIEDRICH GASSMANN JG. 1874 IM WIDERSTAND VERHAFTET 13.4.1938 GESTAPOHAFT WELZHEIM SCHICKSAL UNBEKANNT FÜR TOT ERKLÄRT 31.5.1938                              | Feuerbacher Weg 196 (Lage)      | 25. Nov. 2014                | Zu Friedrich Gassmann existiert eine Opferbiografie. |
| Bild gesucht Die Wikipedia wünscht sich an dieser Stelle ein Bild vom Ort mit diesen Koordinaten 48.805271 9.159743 . Motiv: Feuerbacher Weg 200: der Stolperstein für Karl Graf, die Lage und das Haus Falls du dabei helfen möchtest, erklärt die Anleitung , wie das geht. BW | HIER WOHNTE KARL GRAF JG. 1898 EINGEWIESEN 1902 HEILANSTALT STETTEN ´VERLEGT´ 10.9.1940 GRAFENECK ERMORDET 10.9.1940 ´AKTION T4´                                          | Feuerbacher Weg 200 (Lage)      | 15. Nov. 2018                | |
| | HIER WOHNTE GÜNTER GRANITZER JG. 1943 EINGEWIESEN 9.10.1943 STÄDT. KINDERKRANKENHAUS STUTTGART ´KINDERFACHABTEILUNG´ ERMORDET 10.10.1943                                  | Feuerbacher Weg 203 (Lage)      | 4. Nov. 2019                 | |
| | HIER WOHNTE WILHELM STÄHLE JG. 1891 TODESURTEIL 5.11.1943 'PLÜNDERUNG' ERSCHOSSEN 5.4.1944 STUTTGART-DORNHALDE                                                            | Föhrichstraße 63 (Lage)         | 26. Nov. 2024                | |
| | HIER WOHNTE CATHARINE ANSHELM GEB. ELLWANGER JG. 1881 EINGEWIESEN 1930 HEILANSTALT GÖPPINGEN ´VERLEGT´ 11.12.1940 GRAFENECK ERMORDET 11.12.1940 AKTION T4                 | Grazer Straße 8 (Lage)          | 18. Sep. 2012                | |
| | HIER WOHNTE JÜRGEN MEISSNER JG. 1939 EINGEWIESEN 29.10.1941 HEILANSTALT EICHBERG ´KINDERFACHABTEILUNG´ ERMORDET 10.12.1941                                                | Gustav-Klein-Straße 4 (Lage)    | 9. Juli 2020                 | |
| | HIER WOHNTE MARIE BOFINGER GEB. BETSCH JG. 1889 EINGEWIESEN 1924 HEILANSTALT WINNENTAL ´VERLEGT´ 30.5.1940 GRAFENECK ERMORDET 30.5.1940 AKTION T4                         | Helmstettstraße 9 (Lage)        | 15. Apr. 2013                | |
| | HIER WOHNTE FRIEDA RÜHLEMANN GEB. SCHÖNLEBER JG. 1892 VERHAFTET 1921 UND 1934 ZUCHTHAUS GOTTESZELL RAVENSBRÜCK BERNBURG ERMORDET 11.6.1942                                | Hohewartstraße 7 (Lage)         | 11. Apr. 2011                | |
| | HIER WOHNTE BERTHA HAUSER JG. 1914 VERHAFTET 1939 UND 1942 RAVENSBRÜCK DEPORTIERT LUBLIN TOT 3.3.1944                                                                     | Hohewartstraße 16 (Lage)        | 20. Mai 2009                 | |
| | HIER WOHNTE 23B PAULINE FALK JG. 1901 EINGEWIESEN 19.11.1940 ´HEILANSTALT´ WEINSBERG ERMORDET 10.3.1941 ´HEILANSTALT´ HADAMAR                                             | Hohewartstraße 21–23 (Lage)     | 27. März 2008                | |
| | HIER WOHNTE ELSA MEGERLE JG. 1891 EINGEWIESEN 1918 HEILANSTALT WINNENTAL ´VERLEGT´ 24.6.1940 GRAFENECK ERMORDET 24.6.1940 AKTION T4                                       | Hohewartstraße 26 (Lage)        | 12. Nov. 2013                | |
| | HIER WOHNTE ADOLF FRITZ MÜLLER JG. 1911 EINGEWIESEN 1932 HEILANSTALT WEISSENAU ´VERLEGT´ 20.5.1940 GRAFENECK ERMORDET 20.5.1940 AKTION T4                                 | Kapfenburgstraße 23 (Lage)      | 15. Sep. 2015                | |
| | HIER WOHNTE WILHELM WOLF JG. 1898 VERHAFTET 5.5.1943 'WIRTSCHAFTSVERBRECHEN' VERURTEILT 6.10.1943 ENTHAUPTET 20.11.1943 LANDGERICHT STUTTGART TODESURTEIL AUFGEHOBEN 1951 | Kapfenburgstraße 75 (Lage)      | 15. März 2023                | |
| | HIER WOHNTE HILDEGARD SCHÖNLEN JG. 1907 EINGEWIESEN 1934 ´HEILANSTALT´ STETTEN ERMORDET 5.11.1940 GRAFENECK AKTION T4                                                     | Kärntner Straße 35 (Lage)       | 30. Apr. 2010                | |
| | HIER WOHNTE GUSTAV ZIEGLER JG. 1878 EINGEWIESEN 1929 HEILANSTALT SCHUSSENRIED ´VERLEGT´ 18.6.1940 GRAFENECK ERMORDET 18.6.1940 AKTION T4                                  | Kärntner Straße 35 (Lage)       | 16. Apr. 2012                | |
| | HIER WOHNTE LUISE KOHLER GEB. FRITZ JG. 1898 INHAFTIERT 1935–1936 1936 KZ AICHACH TOT AN HAFTFOLGEN 4.11.1941                                                             | Klagenfurter Straße 11 (Lage)   | 20. Mai 2009                 | |
| | HIER WOHNTE JAKOB KRAUS JG. 1904 GESTAPOHAFT 11.9.1942 GEFÄNGNIS STUTTGART ERMORDET 27.1.1943                                                                             | Klagenfurter Straße 11 (Lage)   | 10. Nov. 2006                | |
| | HIER WOHNTE KAROLINE KÖMPF GEB. MARX JG. 1875 EINGEWIESEN 1929 ´HEILANSTALT´ MARKGRÖNINGEN ERMORDET 7.8.1940 GRAFENECK AKTION T4                                          | Klagenfurter Straße 12 (Lage)   | 11. Apr. 2011                | |
| | HIER WOHNTE FRIEDERIKE GEKELER GEB. HERMANN JG. 1885 EINGEWIESEN 1932 HEILANSTALT WINNENTAL ´VERLEGT´ 30.5.1940 GRAFENECK ERMORDET 30.5.1940 ´AKTION T4´                  | Klagenfurter Straße 26 (Lage)   | 28. Apr. 2017                | |
| | HIER WOHNTE PAULINE MALL GEB. WÖRNER JG. 1882 EINGEWIESEN 1927 HEILANSTALT GÖPPINGEN ´VERLEGT´ 11.12.1940 GRAFENECK ERMORDET 11.12.1940 AKTION T4                         | Klagenfurter Straße 39 (Lage)   | 16. Apr. 2012                | |
| | HIER WOHNTE WALDEMAR VÖLKER JG. 1916 GESTAPOHAFT FLUCHT 1936 SPANIENKÄMPFER TOT 7.7.1937 IN MADRID                                                                        | Kruppstraße 15 (Lage)           | 8. Mai 2007                  | |
| | HIER WOHNTE GUSTAV SCHÜTZ JG. 1914 EINGEWIESEN 1929 HEILANSTALT STETTEN ´VERLEGT´ 13.9.1940 GRAFENECK ERMORDET 13.9.1940 ´AKTION T4´                                      | Mohrenhof 1 (Lage)              | 9. Okt. 2017                 | |
| | HIER WOHNTE MAX WOLF JG. 1906 DEPORTIERT 1944 MAUTHAUSEN ERMORDET 23.5.1944                                                                                               | Mühlstraße 22 (Lage)            | 10. Nov. 2006 11. April 2011 | |
| | HIER WOHNTE KLARA VETTER JG. 1908 EINGEWIESEN 17.4.1940 HEILANSTALT WINNENTAL ERMORDET 28.5.1943                                                                          | Oswald-Hesse-Straße 27 (Lage)   | 11. Juli 2018                | |
| | HIER WOHNTE HELENE WÖHR JG. 1915 DEPORTIERT 1941 RIGA ERMORDET 1942 | Oswald-Hesse-Straße 86 (Lage)   | 10. Nov. 2006                | Zu Helene Wöhr existiert eine Opferbiografie. |
| | HIER WOHNTE ANNELIESE SCHILLINGER JG. 1943 EINGEWIESEN 3.12.1943 STÄDT. KINDERKRANKENHAUS STUTTGART ´KINDERFACHABTEILUNG´ ERMORDET 12.4.1944                              | Sankt-Pöltener-Straße 17 (Lage) | 1. Apr. 2019                 | Zu Anneliese Schillinger existiert eine Opferbiografie. |
| | HIER WOHNTE ELSE BAUER JG. 1913 EINGEWIESEN 1936 HEILANSTALT WINNENTAL ´VERLEGT´ 31.3.1941 HADAMAR ERMORDET 31.3.1941 AKTION T4                                           | Stuttgarter Straße 105 (Lage)   | 18. Sep. 2012                | |
| | HIER WOHNTE LUDWIG WEINBERG JG. 1885 DEPORTIERT 1941 RIGA ERMORDET 27.3.1942                                                                                              | Stuttgarter Straße 106 (Lage)   | 10. Nov. 2006                | |
| | HIER WOHNTE ROSALIE WEINBERG GEB. THALHEIMER JG. 1887 DEPORTIERT 1941 RIGA ERMORDET 27.3.1942                                                                             | Stuttgarter Straße 106 (Lage)   | 10. Nov. 2006                | |
| | HIER WOHNTE MARIANNE SCHOLZ GEB. DONNER JG. 1860 DEPORTIERT 1944 THERESIENSTADT TOT 3.7.1944                                                                              | Tannenäckerstraße 33 (Lage)     | 10. Nov. 2006                | |
| | HIER WOHNTE AUGUST SCHLIENZ JG. 1892 EINGEWIESEN 1936 HEILANSTALT STETTEN ´VERLEGT´ 30.9.1940 GRAFENECK ERMORDET 30.9.1940 AKTION T4                                      | Untere Querstraße 9 (Lage)      | 16. Apr. 2012                | |
| | HIER WOHNTE MAX RICHTER JG. 1892 VERHAFTET 24.5.1937 WANDERHOF HERZOGSÄGMÜHLE-PEITING ZWANGSARBEIT 1938 DACHAU FLUCHT IN DEN TOD 28.1.1939                                | Weilimdorfer Straße 8 (Lage)    | 9. Juli 2020                 | |
| Bild gesucht Die Wikipedia wünscht sich an dieser Stelle ein Bild vom Ort mit diesen Koordinaten 48.81483 9.166977 . Motiv: Wernerstraße 4: der Stolperstein für Emilie Sommer, die Lage und das Haus Falls du dabei helfen möchtest, erklärt die Anleitung , wie das geht. BW   | HIER WOHNTE EMILIE SOMMER [...] | Wernerstraße 4 (Lage)           | 16. Apr. 2012                | |
| | HIER WOHNTE WALTER FROHNMÜLLER JG. 1911 VERHAFTET 1935 GEFÄNGNIS LUDWIGSBURG Strafbataillon 999 TOT 20.11.1944 IN JUGOSLAWIEN                                             | Wernerstraße 30 (Lage)          | 20. Mai 2009                 | |
| | HIER WOHNTE ANNA EISELE GEB. STETTER JG. 1891 EINGEWIESEN 1926 HEILANSTALT ROTTENMÜNSTER ´VERLEGT´ 1.8.1940 GRAFENECK ERMORDET 1.8.1940 ´AKTION T4´                       | Wiener Straße 58 (Lage)         | 28. Apr. 2017                | |
| | HIER WOHNTE ERWIN WÖRN JG. 1897 EINGEWIESEN 1925 HEILANSTALT WEINSBERG ´VERLEGT´ 19.8.1940 GRAFENECK ERMORDET 19.8.1940 AKTION T4                                         | Wiener Straße 123 (Lage)        | 17. Mai 2014                 | Zu Erwin Wörn existiert eine Opferbiografie. |
| | HIER WOHNTE KARL WILHELM JG. 1912 GESTAPOHAFT 1934-36 KZ DACHAU 1937-44 STRAFBATAILLON 1944-45 TOT 15.2.1945 IN KULM                                                      | Zavelsteinstraße 6 (Lage)       | 8. Mai 2007                  | |

## Nicht verlegte Stolpersteine
Stuttgarter Straße 114Sieben Stolpersteine für die ermordete Sinti-Familie Reinhardt aus Feuerbach wurden auf Wunsch eines Angehörigen nicht – wie für den 15. März 2008 vorgesehen – vor dem Haus an der Stuttgarter Straße 114 verlegt. Stattdessen wurden sie als Exponate in der Bismarckschule gezeigt.